# Beddingen
Beddingen ist einer der insgesamt 31 Stadtteile der kreisfreien Stadt Salzgitter in Niedersachsen, gelegen in der Ortschaft Nordost. Beddingen gehörte bis zum 31. März 1942 zum Landkreis Wolfenbüttel und wurde durch einen Verwaltungsakt am 1. April 1942 ein Teil der Großstadt Watenstedt-Salzgitter. Am 23. Januar 1951 wurde diese amtlich in Salzgitter umbenannt.

## Geographie
Der Stadtteil gehört mit Bleckenstedt, Sauingen und Üfingen zu den sogenannten „Kanaldörfern“, da er unmittelbar am Ostufer des Stichkanals Salzgitter liegt. Beddingen ist durch die 1964 erbaute, nur für Fußgänger und Radfahrer freigegebene Beddinger Brücke mit Sauingen verbunden. Beddingen liegt unmittelbar nördlich der Industriestraße Nord, die Salzgitter-Lebenstedt mit den großen Unternehmen verbindet. Durch den Beddinger Ortskern führt die Hafenanschlussbahn.

## Geschichte

### Ortsname
Die Ersterwähnung des Ortes unter dem Namen Bettingen findet man in Urkunden über die Besitzungen des Klosters Fulda, die zwischen 780 und 802 verfasst wurden. Hiernach überschreiben ein gewisser Odiltag und seine Frau Wentelsuint dem Kloster Fulda ihre Güter in „Bettingen“. Weitere Nennungen enthalten durchgehend die Schreibweise mit Doppel-d. Insgesamt aber gibt es nur wenige Schwankungen, so z. B. Beddige in 1018 und 1157, Beddinge von 1328 und Beddinghe um 1380. Seit 1542 heißt es durchgehend Beddingen. Da Ortsnamen mit dem Suffix -ingen meistens mit einem Personennamen verbunden sind, geht ein Teil der Namenforscher davon aus, dass es sich um eine Ableitung des Personennamens vom Stamm BADU handelt. Eine andere ebenfalls plausible Deutung geht von einer Herleitung des germanischen Wortes *bed- oder *bad- aus, was so viel wie „Vertiefung, tiefe Lage“ bedeutet und sich aus der Lage des Ortes in einer Vertiefung an der Fuhse ableitet.

### Gründung und frühe Geschichte
Quer durch die Beddinger Gemarkung verlief eine alte Heerstraße, die von Lichtenberg nach Braunschweig führte. Etwas südlich des Ortes führte eine Verbindung zum Ohrumer Deiweg, einen Abschnitt der Straße von Frankfurt nach Halberstadt. Diese Lage an zwei wichtigen Verbindungsstraßen, die schon vor dem 9. Jahrhundert benutzt wurden, wird als Beweggrund für die Gründung der Siedlung angesehen.
Der Ort entwickelte sich am Ufer der Aue, einem Nebenfluss der Fuhse. Später dehnte sich der Ort nach Osten aus. Hierauf deutet die Lage der Kirche hin, die einst den Ortskern bildete und um die sich die ersten Höfe angesiedelt hatten, die aber heute am westlichen Ortsrand steht.
Erste Angaben zur Größe des Ortes finden sich in den Erbregistern von 1566 und 1569. Danach gab es hier 4 Ackerhöfe mit insgesamt 17 Hufen Land, 3 Halbspännerhöfe mit etwa 2 Hufen und 52 Kothöfe mit zusammen 36 Hufen. Grundherren waren die umliegenden Klöster, vor allem Ilsenburg und Riechenberg sowie das Stift Steterburg, das sich bis Ende des 12. Jahrhunderts zum größten Grundherren in Beddingen entwickelt hatte.

### Beddingen als Gerichtsort
Beddingen war seit dem Beginn des 13. Jahrhunderts einer von 6 Gerichtsorten des Residenzamtes Wolfenbüttel mit Blutgericht für 18 umliegende Dörfer. Zum Gericht Beddingen gehörten Adersheim, Alvesse, Bleckenstedt, Drütte, Fümmelse, Geitelde, Halchter, Immendorf, Leiferde, Sauingen, Stiddien, Groß Stöckheim, Thiede, Üfingen, Köchingen, Vallstedt und Wierthe. Das Landgericht tagte sechsmal im Jahr in Beddingen und zweimal in Groß Stöckheim. Im Laufe des 17. Jahrhunderts war Beddingen nur noch für kleinere Straftaten zuständig, Zivil- und Kriminalangelegenheiten wurden vom Amtsgericht Wolfenbüttel verhandelt. Das Gericht Beddingen wurde 1807 aufgehoben, als mit der Schaffung des Königreichs Westphalen durch Napoleon das Justizwesen erneuert wurde.

### Zugehörigkeit des Ortes
Noch im 14. Jahrhundert zahlte das Gericht Beddingen seine Abgaben an das Bistum Hildesheim. Anfang des 15. Jahrhunderts wurden die Beddinger durch die Herzöge von Braunschweig-Wolfenbüttel gezwungen, ihnen Abgaben zu zahlen und Dienste zu leisten, seitdem hatten die Herzöge hier das Sagen. Dies änderte sich 1807 mit der Neuordnung im Königreich Westphalen, das unter anderem die Gebiete des Herzogtums Braunschweig-Wolfenbüttel und weitere Gebiete des Königreichs Preußen westlich der Elbe umfasste. Hier gehörte Beddingen zum Landkanton westliches Wolfenbüttel im Distrikt Braunschweig des Oker-Departments. Erster Maire (Bürgermeister) Beddingens wurde Johann Eggeling, dem im Juli 1810 Heinrich Brüggemann folgte. Nach der Niederlage Napoleons wurde im Wiener Kongress 1814/15 das Herzogtum Braunschweig in den Grenzen des alten Fürstentums wiederhergestellt. Die ehemaligen Landkantone Wolfenbüttel West und -Ost wurden zum Kreisgericht Wolfenbüttel zusammengefasst und dem Distrikt Wolfenbüttel zugeteilt, der 1832 zur Kreisdirektion Wolfenbüttel wurde. Nach Ende des Ersten Weltkrieges wurde der Freistaat Braunschweig zum Nachfolger des Herzogtum Braunschweigs – ab 1933 „Land Braunschweig“ – und Beddingen wurde ein Teil des Kreises Wolfenbüttel. Am 1. April 1942 wurde die Stadt Watenstedt-Salzgitter gegründet – die heutige Stadt Salzgitter – der Beddingen seitdem angehört.

### Industrialisierung des Ortes seit 1937
Bis in die 1930er Jahre war Beddingen ein fast ausschließlich landwirtschaftlicher Ort. Dies änderte sich 1937 mit der Gründung der Hermann-Göring-Werke (Reichswerke), für deren Aufbau große Teile der Beddinger Flur als Industrieflächen benötigt wurden. Zur Umsiedlung der landwirtschaftlichen Betriebe hatten die Reichswerke Ersatzland in der Umgebung von Pattensen und Magdeburg erworben. Bis 1941 wurden so 16 Bauernhöfe umgesiedelt, überwiegend in den Raum Pattensen, 3 Höfe konnten im Ort verbleiben. Der freigewordene Wohnraum wurde den am Bau der Reichswerke beteiligten Arbeitskräften zugewiesen.

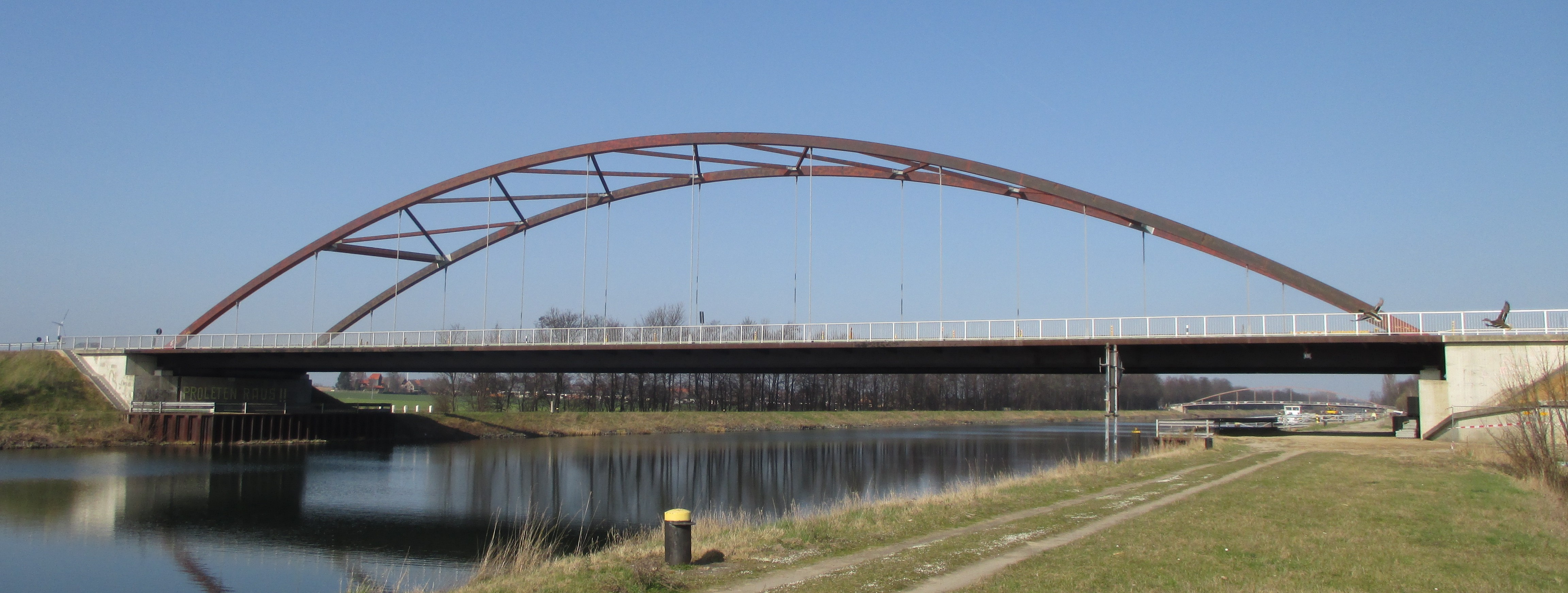
Straßenbrücke über den Kanal

Der Stichkanal Salzgitter, der westlich von Beddingen verläuft und der das Stahlwerk an den Mittellandkanal anbindet, wurde zusammen mit dem Beddinger Hafen am 2. Dezember 1940 eröffnet. Durch den Kanal wurde die jahrhundertealte Verbindung Beddingens zu seinen Nachbarorten Bleckenstedt, Sauingen und Üfingen unterbrochen. Abhilfe wurde durch eine Personenfähre geschaffen, die zuerst auf private Initiative geschaffen wurde. Ab 1954 wurde diese durch die Stadt Salzgitter betrieben. Eine Fußgängerbrücke über den Kanal wurde 1964 fertiggestellt. Mit dem Bau der Industriestraße Nord wurde 1972 auch eine Straßenbrücke über den Kanal in Betrieb genommen.
Die Zahl der landwirtschaftlichen Betriebe hat sich bis in die Gegenwart weiter verringert, auch wurden weitere Teile des Landes in Industrieland umgewandelt, So erwarb 1969 das Volkswagenwerk östlich von Beddingen ca. 190 ha Ackerland für sein neues Werk. Wurden zur Zeit der Separation (in Beddingen um 1860) noch 2063 Morgen (516 ha) als Ackerflächen bewirtschaftet, so wurden 1955 nur noch auf 179 ha Getreide und auf 148 ha Hackfrüchte (Kartoffeln, Rüben) angebaut. Im Jahr 1984 gab es nur noch drei Landwirte, 2000 nur noch zwei. Die landwirtschaftlich genutzte Fläche wurde 2017 mit 332 ha ausgewiesen.
Heute ist der Ort von Industriegebieten umgeben. Im Osten liegt das Volkswagenwerk (1970 fertiggestellt), im Norden die Ölmühle und Mälzerei von Cargill (seit 1993), im Süden das Stahlwerk der Salzgitter AG und im Westen der Kanal. Um die Entwicklung der umliegenden Industriebetriebe nicht zu behindern, galt für den Ort lange Zeit eine Veränderungssperre, die erst 1993 aufgehoben wurde.

### Mühlen in Beddingen
Um 1760 wird von einer von einem Pferd angetriebenen Rossmühle berichtet, die von den Kotsassen Johann Wesche angelegt worden war. Nachdem 1810 im Königreich Westphalen die Gewerbefreiheit eingeführt worden war, benötigte man für die Führung einer Mühle keinen Fähigkeitsnachweis mehr. Somit konnte jeder gegen Entrichtung einer Steuer ein solches Patent (Patent = Recht der Ausübung eines Gewerbes) erwerben. Diese Mühlen werden daher auch als „Patentmühlen“ bezeichnet. In Beddingen war es der Brinksitzer Vahldieck, der 1810 eine Bockwindmühle nach diesem Recht errichten ließ. Im Jahr 1812 wurden 45 „Mahlgäste“ als Nutzer seiner Mühle angegeben, für die 78 Wispel (1 Wispel = 1245,8 l) und 10 Himpten (1 Himpten = 31,14 l) Mehl vermahlen wurden. Als nach Ende der Franzosenzeit die in dieser Zeit errichteten Mühlen als gesetzwidrig eingestuft wurden, musste der Müller den umliegenden Mühlen eine jährliche Entschädigung von insgesamt 30 Talern zahlen, um seine Mühle weiter betreiben zu dürfen. Die Mühle wurde 1875 nach Engelnstedt verlegt. Noch im gleichen Jahr ließ der Müller Vahldieck südöstlich des Dorfes eine neue Mühle errichten, die als Holländermühle gebaut wurde. Diese Mühle erhielt 2 Mahlgänge, die Leistung dieser Mühle wurde mit 150 bis 175 Wispel pro Jahr angegeben. Die Mühle wurde bis 1940 betrieben, danach wurde sie aufgegeben und später abgerissen.

### Bevölkerungsentwicklung
Die Einwohnerzahl Beddingens schwankte bis zum Beginn der Bauarbeiten für den Kanal und das Stahlwerk zwischen 500 und 600 und war lange konstant geblieben. Bedingt durch die Umsiedlungen vor dem Bau der Reichswerke war 1938 die Zahl Einwohner auf 491 gefallen. Durch den Zuzug von Arbeitern zum Aufbau des Werks stieg diese Zahl im nächsten Jahr auf 820 an. Aus den folgenden Jahren gibt es keine Statistiken, erst für 1946 wurden 1244 Einwohner gemeldet, unter denen sich bereits viele Flüchtlinge und Aussiedler befanden. Bis 1951 stieg diese Zahl auf 1340 an und nahm seitdem kontinuierlich ab. Seit 2010 hat der Ort weniger als 500 Einwohner.
| Jahr | Einwohner |
| ---- | --------- |
| 1821 | 544       |
| 1848 | 597       |
| 1871 | 590       |
| 1900 | 598       |
| 1925 | 539       |
| 1933 | 514       |
| 1938 | 491       |
| 1939 | 820       |
| 1946 | 1244      |
| 1950 | 1278      |

| Jahr | Einwohner |
| ---- | --------- |
| 1955 | 1188      |
| 1960 | 990       |
| 1970 | 898       |
| 1980 | 538       |
| 1990 | 525       |
| 2000 | 530       |
| 2006 | 518       |
| 2008 | 513       |
| 2010 | 472       |
| 2012 | 468       |

| Jahr | Einwohner |
| ---- | --------- |
| 2014 | 437       |
| 2016 | 455       |
| 2018 | 433       |
| 2019 | 439       |
| 2020 | 440       |
| 2021 | 427       |
| 2022 | 430       |
| 2023 | 477       |
| 2024 | 458       |

## Religion

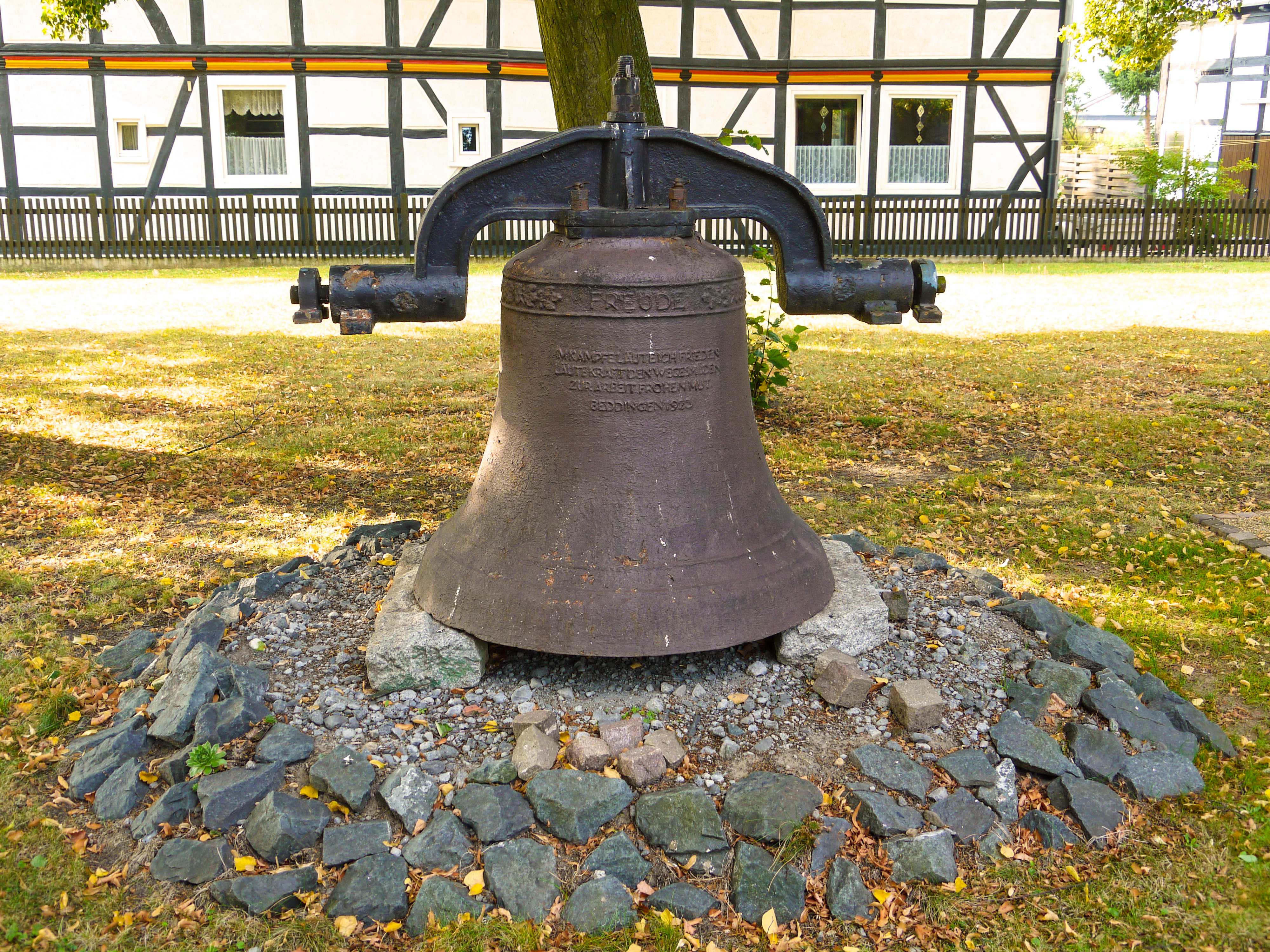
Alte „Freude“-Glocke der St.-Petri-Kirche

Die St.-Petri-Kirche von Beddingen wurde um 1250 erstmals erwähnt. Wann diese erbaut wurde, ist nicht überliefert. Aus einer Inschrift am Westportal ist aber die Bauzeit des Turms bekannt, dieser wurde 1593/94 errichtet. Das heutige Kirchenschiff ist jüngeren Datums, es wird angenommen, dass 1627 im Dreißigjährigen Krieg das alte Kirchenschiff zerstört und danach neu aufgebaut wurde. Die heutige Form erhielt es im 18. Jahrhundert. Spuren am Turm und eine alte Türöffnung im Innern deuten darauf hin, dass das neue Kirchenschiff schmaler und niedriger war als das alte. Acht der Kirchenfenster wurden 1906 von einem Einwohner gestiftet. Auf der Nordseite stellen diese die „Heimkehr des verlorenen Sohnes“ dar. Das Fenster auf der Südseite zeigt „Jesus als den guten Hirten“, es wurde 1944 bei einem Bombenangriff zerstört und 2009 durch eine moderne, abstrakt gehaltene Darstellung ersetzt.
Die drei Bronzeglocken mussten im Ersten Weltkrieg abgegeben werden, sie wurden 1923 durch drei Stahlglocken der Firma Ulrich & Weule ersetzt. Die Glocken trugen die Namen „Glaube“, „Freude“ und „Friede“. Als die drei Stahlglocken „an der Grenze ihrer Lebensdauer angekommen waren“, wurden diese 2006 durch drei Bronzeglocken ersetzt, die dem Glauben, der Liebe und der Hoffnung geweiht wurden. Die Stahlglocken „Freude“ und „Frieden“ wurden an der Gedenkstätte für die Toten an der Ostseite der Kirche aufgestellt. Bei Renovierungsarbeiten zwischen 1963 und 1969 entdeckte man im ersten Stock des Turmes gotisch bemalte Balken aus der Bauzeit des Turmes. Die erste Orgel erhielt die Kirche 1818, sie war von dem Orgelbauer Johann Friedrich Ernst Hüsemann aus Wolfenbüttel gebaut worden.
Als erster Geistlicher wird 1273 ein Johannes Sacerdos genannt. Das Patronat über die Kirche war 1273 dem Stift Steterburg übertragen worden. Dieses übte seine Patronatsrechte zur Besetzung der Pfarrstelle bis 1983 aus. Beddingen gehörte anfangs zum Archidiakonat Stöckheim des Bistums Hildesheim, seit der Reformation zur Superintendentur Sauingen, später zur Superintendentur Thiede. Seit 1938 gehört die Kirche zur Propstei Bleckenstedt, die 1951 in Propstei Lebenstedt umbenannt wurde. Seit 2019 bildet Beddingen mit Thiede, Steterburg, Bleckenstedt, Sauingen, Üfingen, Immendorf und Leinde den Pfarrverband Salzgitters Norden.

## Politik

### Wappen
Das Wappen zeigt eine silberne Kombination aus Schwert und Anker auf grünem Grund. Das Schwert steht als Symbol für das Gericht und erinnert daran, dass Beddingen über Jahrhunderte – spätestens ab 1402 und bis 1807 – ein zentraler Gerichtsort war. Der Anker steht für den am Stichkanal Salzgitter gelegenen Beddinger Hafen, dem größten Binnenhafen in Niedersachsen. Auf die Lage des Ortes am Kanal verweist auch die Farbe Silber, die hier symbolisch für das Wasser steht. Die Grundfarbe Grün repräsentiert die Landwirtschaft, die lange die wirtschaftliche Grundlage für den Ort bildete.
Das Wappen wurde am 18. Mai 1999 von der Bürgerversammlung als Ortswappen von Salzgitter-Beddingen angenommen.

## Wirtschaft und Infrastruktur
In Beddingen und der direkten Nachbarschaft des Ortes befinden sich einige große Industrieunternehmen. Das 1970 eröffnete Volkswagenwerk Salzgitter ist einer der größten Arbeitgeber der Region und fertigt rund die Hälfte aller Motoren des VW-Konzerns. Mit der amerikanischen Firma Cargill ist ein weiteres großes Unternehmen hier ansässig, das den Standort Beddingen mit seiner Infrastruktur – insbesondere die Nähe zur A 39 – nutzt. Dasselbe gilt für das Stahlwerk der Salzgitter AG (vormals Stahlwerke Peine-Salzgitter AG, davor Hermann-Göring-Werke), das durch den Stichkanal an das deutsche Wasserstraßennetz angebunden ist.
Der Nahverkehr wird durch die KVG-Braunschweig mit der Linie 604 bedient. Die Busse verkehren unregelmäßig und sind auf Schüler ausgerichtet. Eine regelmäßige Anbindung ist lediglich durch die Linie 602 an der rund 600 m westlich des Ortsrandes gelegenen Haltestelle „Üfingen Abzweig Kanalbrücke“ gegeben.
Weitere große Betriebe am Hafen sind ein Tanklager, der Landhandel Fromme, das DHL-Verteilzentrum und der Logistikbetrieb Schenker sowie ein Güterverteilzentrum. Der Hafen wird von den Verkehrsbetrieben Peine-Salzgitter (VPS) betrieben, einem Tochterunternehmen der Salzgitter AG. Mit seinem Jahresumsatz von etwa 1,5 Mio. Tonnen gehört der Beddinger Hafen zu den größten Binnenhäfen Niedersachsens.